# Cattedrale di Longford
La cattedrale di San Mel (in inglese: St Mel's cathedral) è la cattedrale cattolica di Longford, in Irlanda, sede della diocesi di Ardagh.

## Storia
La chiesa è stata costruita in stile neoclassico secondo il progetto di Joseph B. Keane. La prima pietra è stata posata il 19 maggio 1840, mentre i lavori si sono conclusi con l'apertura al culto il 29 settembre 1856, con forte ritardo rispetto ai pronostici a causa della grande carestia. Il campanile, disegnato da John Bourke, è stato aggiunto nel 1860 e il portico, disegnato da George Ashlin nel 1889. La cattedrale è stata consacrata il 19 maggio 1893.
Il giorno di Natale del 2009 la cattedrale fu distrutta da un incendio accidentale nelle prime ore del mattino. Il 18 settembre 2011 le rovine della cattedrale furono aperte al pubblico mentre nel 2014 la cattedrale, restaurata, è stata riaperta al pubblico.

## Esterno
Il disegno della chiesa si ispira alla chiesa della Maddalena a Parigi, al Pantheon e alla Basilica di San Giovanni in Laterano a Roma.

## Interno
Il tetto della chiesa si appoggia su 24 colonne di calcare di Newtoncashel. 
Fra le opere contenute nella chiesa, nel transetto, vetrate di Harry Clarke, l'arredamento (1975) di Ray Carroll, che comprende anche l'arazzo La Seconda Venuta, dietro lo scranno del vescovo e sopra il fonte battesimale, lo Spirito Santo di Imogen Stuart. Dopo il restauro è possibile ammirare un altare in marmo scolpito da Tom Glendon, un tabernacolo d'argento creato da Imogen Stuart e Vicki Donovan, un organo a canne dei Fratelli Ruffatti e le vetrate disegnate di Kim en Jong, prete domenicano.